# 倪但理
倪但理（荷蘭語：Daniël Gravius；1616年—1681年）是一名荷蘭傳教士，曾旅居福爾摩沙（今台灣）。曾將《聖經》及其他基督教文本翻譯成西拉雅語。曾與荷蘭台灣長官尼可拉斯·費爾勃格發生衝突，被指控誹謗並遭受譴責。後來，他返回荷蘭本土，保有自己的聲譽。